# Acque silenziose
Acque silenziose (Kkamosh pani) è una pellicola pakistana del 2003 diretta da Sabiha Sumar.
Il film ha vinto il Pardo d'Oro al festival di Locarno, dove Kirron Kher ha ricevuto il premio di miglior attrice.

## Trama
La pellicola narra le vicende della vedova quarantenne Aisha e di suo figlio diciottenne Salim in un piccolo villaggio pakistano del Punjab all'indomani del colpo di Stato del generale Muhammad Zia-ul-Haq nel 1974. La donna, dopo essere rimasta vedova, concentra tutte le sue energie all'educazione di suo figlio Salim, il quale tuttavia, dopo la istituzione delle leggi islamiche, diventa parte di un gruppo di attivisti integralisti islamici. A complicare le cose c'è l'avvento di un gruppo di pellegrini indiani sikh che riportano alla luce alcuni ricordi orribili vissuti durante l'infanzia dalla povera donna ormai priva di punti di riferimento.

## Riconoscimenti
- Festival des 3 Continents 2003: mongolfiera d'argento, premio del pubblico
- Pardo d'Oro 2003 al Festival del cinema di Locarno